# Chinorányi család

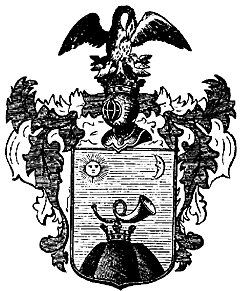
A Chinorányi család címere

A Chinorányi (más írásmódban: Chinorány) család egy Nyitra vármegyéből származott, de Zala vármegyében, elsősorban Nagykanizsán virágzott római katolikus nemesi származású család.

## A család története
A család 1695 körül telepedhetett meg Nagykanizsán, az első ismert családtag Chinorányi István Ferenc, aki 1720-ban kapott postamesteri kinevezést a városban, leszármazottai közel 200 éven keresztül viseltek hasonló hivatalt. Halála után fia, Chinorányi Lipót (1715k-?) lett az utódja, aki hosszú évtizedeken át töltötte be a tisztséget, szolgálatáért 1755-ben nemességet kapott Mária Teréziától, a postamesterségére a címerében szereplő postakürt utal. Lipót szerepel a Nyitra vármegyei nemesek között, mint Chinorán településről származó nemes.
A nemességszerzőnek két gyermekét ismerjük: Terézia leánya Mlinarics Lajos felesége lett, Boldizsár fia folytatta az immár családi hagyománynak számító postamesterséget (először 1794-ben említik, mint a hivatal viselőjét). Boldizsár felesége Teveli Krisztina lett, frigyükből kilenc gyermek született, közülük ifjabb Boldizsár (1782-1863) a kapornaki járás al-, majd főszolgabírója is volt 1823 és 1834 között; Magdolna leánya (*1788) Wlassics Ferenc (*1781) felesége lett, Wlassics Antal nagyanyja; Chinorányi Antalra (1791-1871) halálakor úgy emlékezett vissza a helyi lap, mint Zala vármegye utolsóként meghalt hajdani insurgensére (nemesi felkelőjére), aki ott volt a napóleoni seregek elleni 1809-es győri csatában. Később cs. és kir. harmincadosként (a be- és kiviteli vámok beszedőjeként) dolgozott, majd részt vett a szabadságharcban, ami miatt börtönbe is került; Chinorányi József (1803-1842) a kapornaki járás gyámi szolgabírája 1839 és 1841 között, felesége szenttamási Bertalan Jozefa (*1814) asszony volt, egyik fiuk, Chinorányi Géza szintén a postát szolgálta: Pécsen hunyt el 1901-ben, mint királyi távírda főfelügyelő. Géza fia, Kornél (1876-1915) századosként szolgált a cs. és kir. 83. gyalogezredben, hősi halált halt.
A legifjabb Boldizsár (1828-1900), az ifjabb Boldizsár fia volt az utolsó postamester 1868-ig, amikor az állam vette át a postaszolgálat működtetését. Kárpótlásul holtáig az övé maradt a városi posta szállításának joga. Felesége Kerkapoly Irén volt, kilenc gyermekük született. A család ősi vagyonának maradékán, a mai Balatoni-Hevesi-Attila utcák környékén fekvő birtokon házat épített magának, ennek a területnek az emlékét ma a Postakert utca őrzi. Fia, aki szintén a Boldizsár (1885-1928) nevet kapta, miáltal a negyedik generációban is tovább élt a név, Budapesten lett pénzügyőr.